# ŽKK Pleter Rijeka
HKK Pleter je hrvatski ženski košarkaški klub iz Rijeke. Sjedište je u Rijeci.

## Poznate igračice
- Iva Serdar
- Katarina Mrčela
- Martina Gambiraža

## Domaći uspjesi
- prvakinje Hrvatske:[1]
doprvakinje:
prvakinje ligaškog dijela:
doprvakinje ligaškog dijela:
- osvajačice Kupa Hrvatske:[1]
finalistice Kupa Hrvatske: